# Gryfino (gemeente)
De gemeente Gryfino is een stad- en landgemeente met 31.442 inwoners (2010) in West-Pommeren, Polen, behorend tot het district Gryfino. Hoofdplaats van de gemeente is in de stad Gryfino.
De gemeente heeft een grens van 2,2 km met de Duitse streek Uckermark in de deelstaat Brandenburg).
De gemeente beslaat 13,6% van de totale oppervlakte van de powiat. In de gemeente ligt Krzywy Las een bijzonder bos met vreemd gevormde bomen.
Aangrenzende gemeenten:
- Szczecin (stadsdistrict)
- Banie, Stare Czarnowo en Widuchowa (powiat Gryfiński)
- Kołbaskowo (powiat Policki)
- Bielice (powiat Pyrzycki)

## Demografie
Stand op 31 december 2005:
| Omschrijving                   | Totaal | Totaal | Vrouwen | Vrouwen | Mannen | Mannen |
| ------------------------------ | ------ | ------ | ------- | ------- | ------ | ------ |
| eenheid                        | aantal | %      | aantal  | %       | aantal | %      |
| inwoners                       | 31261  | 100    | 15898   | 51      | 15363  | 49     |
| bevolkingsdichtheid (inw./km²) | 123,2  | 123,2  | 62,8    | 62,8    | 60,4   | 60,4   |

De gemeente heeft 37,7% van het aantal inwoners van de powiat. In 2002 bedroeg het gemiddelde inkomen per inwoner 1424,55 zł.

## Plaatsen
- Gryfino (Duits Greifenhagen, stad sinds 1254)

Administratieve plaatsen (sołectwo) van de gemeente Gryfino:
- Bartkowo, Borzym, Chlebowo, Chwarstnica, Czepino, Daleszewo, Dołgie, Drzenin, Gardno, Krajnik, Krzypnica, Mielenko Gryfińskie, Nowe Czarnowo, Parsówek, Pniewo, Radziszewo, Sobiemyśl, Sobieradz, Stare Brynki, Steklno, Steklinko, Wełtyń, Wirów, Włodkowice, Wysoka Gryfińska, Żabnica, Żórawie en Żórawki.

Zonder de status sołectwo : Ciosna, Dębce, Gajki, Łubnica, Nowe Brynki, Osuch, Pastuszka, Raczki, Szczawno, Śremsko, Wirówek, Zaborze.